# Hillaelina Hämäläinen
Hillaelina Hämäläinen est une ancienne joueuse finlandaise de volley-ball née le 9 juin 1988. Elle mesure 1,63 m et jouait au poste de libero. 

## Clubs
| Club               | De        | À         |
| ------------------ | --------- | --------- |
| Tornion Lentis-88  | 2002-2003 | 2003-2004 |
| Pihtiputaan Ploki  | 2004-2005 | 2006-2007 |
| Salon Viesti       | 2007-2008 | 2007-2008 |
| LP Viesti Salo     | 2008-2009 | 2012-2013 |
| LP Vampula         | 2013-2014 | 2014-2015 |
| Oriveden Ponnistus | 2015-2016 | 2015-2016 |
| LP Viesti Salo     | 2016-2017 | 2018-2019 |

## Palmarès
- Championnat de Finlande
  - Vainqueur : 2009, 2010, 2011, 2012, 2013, 2017, 2019.
  - Finaliste : 2018.
- Coupe de Finlande
  - Vainqueur : 2007, 2008, 2009, 2010, 2011, 2016.
  - Finaliste : 2012.